# Looberghe
Looberghe település Franciaországban, Nord megyében. Lakosainak száma 1217 fő (2022. január 1.). Looberghe Brouckerque, Bourbourg, Cappelle-Brouck, Drincham, Eringhem, Merckeghem és Pitgam községekkel határos.

## Népesség
A település népességének változása:
| Lakosok száma | 1189 | 1188 | 1205 | 1178 | 1181 | 1190 | 1195 | 1206 | 1217 |
|               | 2013 | 2015 | 2016 | 2017 | 2018 | 2019 | 2020 | 2021 | 2022 |